# Azuré des orpins
Scolitantides orion
Genre
Espèce
L’Azuré des orpins (Scolitantides orion) est une espèce paléarctique de lépidoptères (papillons) de la famille des Lycaenidae et de la sous-famille des Polyommatinae. Elle est la seule espèce du genre monotypique Scolitantides.

## Noms vernaculaires
- En français : l’Azuré des orpins, et plus rarement le Polyommate de l'orpin ou l'Argus tigré[1].
- En anglais : Chequered Blue[2].
- En espagnol : Banda Naranja[2].

## Description
L'imago de Scolitantides orion est un très petit papillon. 
Le dessus des ailes présente un léger dimorphisme sexuel : le mâle est bleu (plus ou moins foncé suivant les sous-espèces) avec de larges bordures noires et une frange blanche entrecoupée de noir, tandis que la femelle est plus noire, ses zones bleues étant plus réduites.
Le revers des ailes a un fond gris clair orné de plusieurs séries de gros points noirs, avec en plus à l'aile postérieure une série de taches submarginales orange.

## Biologie

### Phénologie
L'Azuré des orpins vole en une génération en mai-juin, parfois deux en mai puis en septembre[réf. souhaitée].
Il hiverne à l'état nymphal.

### Plantes hôtes et myrmécophilie
Les plantes hôtes de la chenille sont des orpins du genre Sedum, notamment Sedum album, S. telephium, S. hispanicum et S. maximum.
La chenille est soignée par les fourmis des espèces Tapinoma erraticum, Camponotus vagus et Camponotus aethiops.

## Distribution géographique
Espèce paléarctique, Scolitantides orion est répandue en Eurasie tempérée, de l'Europe au Japon et à l'Extrême-Orient russe.
En Europe, elle est notamment présente en Espagne, en France, dans le Nord de l'Italie, en Grèce, en Macédoine du Nord, en Bulgarie, sur les côtes de Scandinavie et en Russie.
En France, elle est recensée dans une trentaine de départements du Midi, au sud d'un arc reliant les Hautes-Pyrénées, l'Allier et la Savoie, ainsi qu'en Corse.

## Systématique
L'espèce aujourd'hui appelée Scolitantides orion a été décrite par le zoologiste allemand Peter Simon Pallas en 1771 sous le nom initial de Papilio orion. 
Elle est l'unique espèce du genre Scolitantides, décrit en 1819 par l'entomologiste allemand Jakob Hübner, et dont l'espèce type est Papilio battus [Denis & Schiffermüller], 1775, qui est aujourd'hui considérée comme une sous-espèce de Scolitantides orion.

### Synonymes
D'après FUNET Tree of Life (24 juin 2019) :
- Papilio orion Pallas, 1771
- Papilio battus [Denis & Schiffermüller], 1775
- Papilio telephii Esper, 1778
- Papilio sedi Fabricius, 1781
- Polyommatus hecateus Drapier, 1819
- Scolitantides athene Hemming, 1934
- Lycaena dageletensis Seok, 1938
- Lycaena jeholana Matsumura, 1939

### Sous-espèces

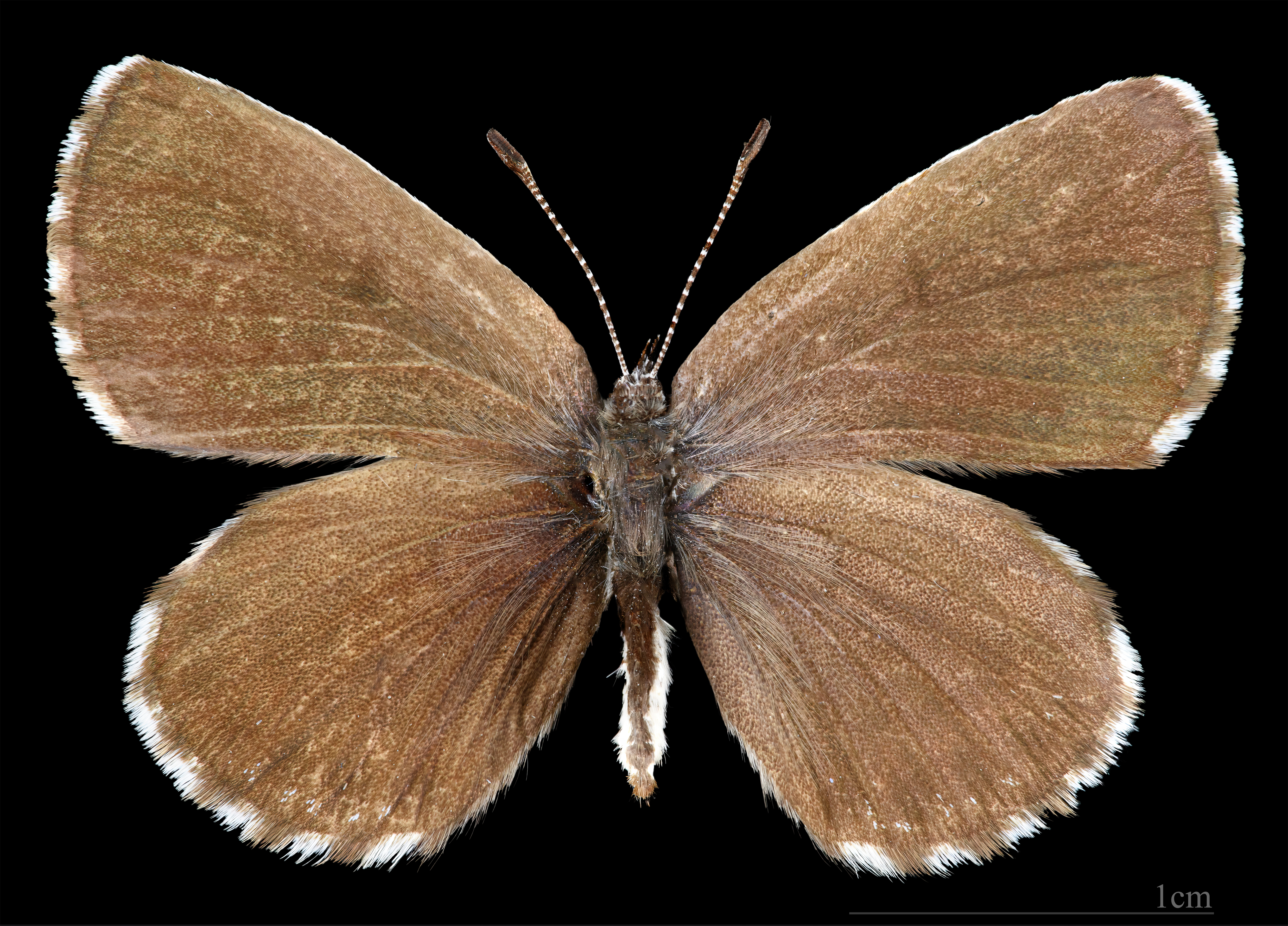
Scolitantides o. orion  ♀ 	MHNT
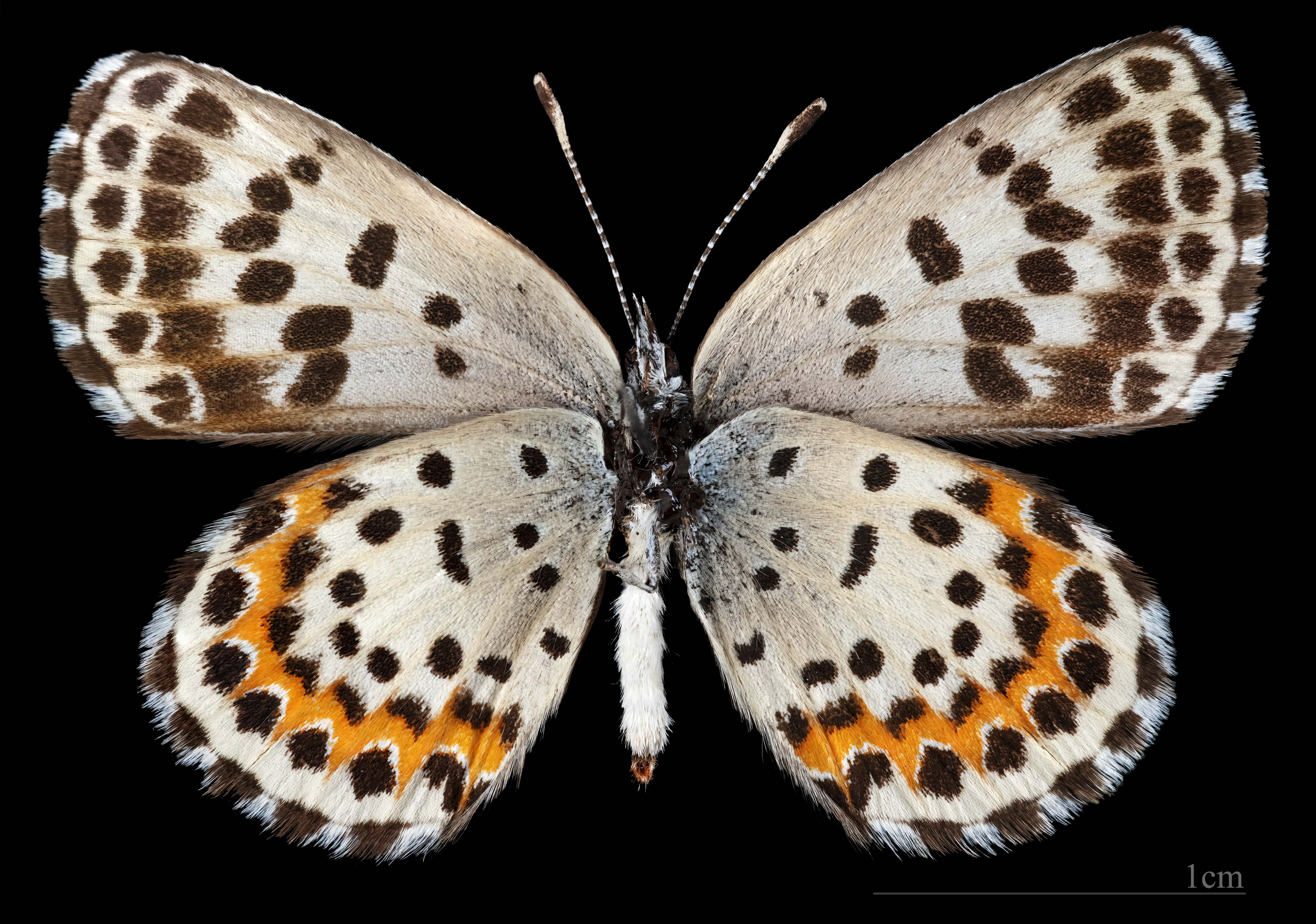
Scolitantides o. orion  ♀ △

De nombreuses sous-espèces ont été décrites :
- Scolitantides orion orion (Pallas, 1771) — en Europe, dans le Caucase et en Russie jusqu'à l'Extrême-Orient.
- Scolitantides orion battus ([Denis & Schiffermüller], 1775) — en Europe.
- Scolitantides orion orithyia (Grum-Grshimailo, 1891)
- Scolitantides orion ornata (Staudinger, 1892) — en Extrême-Orient russe.
- Scolitantides orion metioche (Fruhstorfer, 1910) —
- Scolitantides orion lariana (Fruhstorfer, 1910)
- Scolitantides orion johanseni (Wnukowsky, 1934) — en Asie centrale.
- Scolitantides orion tytleri (Evans, 1924) — au Tibet.
- Scolitantides orion parvula de Sagarra, 1925 — en Espagne.
- Scolitantides orion ultraornata Verity, 1937
- Scolitantides orion micrometioche Verity, 1946 — en Italie.
- Scolitantides orion wahlgreni Bryk, 1946 — en Corée.
- Scolitantides orion rosarioi Motta & Lozares, 1976 — en Espagne.

## Protection
Scolitantides orion n'a pas de statut de protection légale en France.